# Drudas
Drudas é uma comuna francesa na região administrativa da Occitânia, no departamento do Alto Garona. Estende-se por uma área de 11.17 km², com 209 habitantes, segundo o censo de 2018, com uma densidade de 19 hab/km².